# Orthagoras
Orthagoras war ein Tyrann in der griechischen Polis Sikyon im mittleren 7. Jh. v. Chr. Er begründete die Tyrannis der Orthagoriden, die nach Aristoteles die längste Tyrannisherrschaft in Griechenland darstellte (angeblich 100 Jahre).
Orthagoras stammte aus einer aristokratischen Familie aus Sikyon und gewann im Krieg gegen die Nachbarstadt Pellene Kriegsruhm und dadurch Ansehen bei seinen Standesgenossen. Sein hohes Sozialprestige und eine große, wohl hauptsächlich adlige Anhängerschaft ermöglichten es ihm, sich im aristokratischen Konkurrenzkampf um Einfluss und Macht in der Polis durchzusetzen und seine Tyrannis zu errichten. Die in den antiken literarischen Quellen – insbesondere von Aristoteles – vertretene Vorstellung, Orthagoras habe als Demagoge durch „volksfreundliche“ Maßnahmen und als Anführer der armen und sozial schwachen Bevölkerungsteile die Macht ergriffen, ist anachronistisch und entspricht dem Tyrannisbild des 4. Jahrhunderts v. Chr.